# Dominación (sociología)
La dominación designa una situación en la cual una persona y/o un grupo, utilizando la persuasión, la presión velada, la amenaza, o incluso la fuerza o cualquier otra vía, es capaz de imponer sus ideas, sus reglas y puntos de vista, sus verdades, y/o sus creencias o suposiciones. La dominación puede tener como trasfondo el miedo del dominado a perder sus fuentes de subsistencia más básicas y/o sufrir él mismo o sus allegados algún otro tipo de daño o perjuicio, así como el gusto del dominante por el propio poder y por los privilegios que el mismo le otorga, aunque tampoco es a descartar un sentimiento malsano del o de los dominantes hacia la humillación y el sufrimiento de los dominados.

## Etimología y evolución del concepto
El término "dominación" viene del latín dominus (maestro, señor, propietario), derivando en varios significados vecinos tales como los que se indican:
- Dominación en el sentido geográfico o posicional - "estar por encima de" (por ejemplo : la montaña domina la llanura).

- Dominación en cuanto a posicionamiento táctico y/o destreza - "tener mayor poder por tener mayor eficacia o ser más numeroso" (por ejemplo : en un juego, el equipo A domina notoriamente al otro).

- Dominación en cuanto a comportamiento relacional - "práctica asimétrica y desigual en las relaciones sociales".

- Dominación en cuanto a las relaciones de los usuarios con las instituciones del Estado (administraciones, organismos sociales, sistema judicial) - "en este caso se suelen enfrentar un « experto o conocedor », que conoce las leyes y los reglamentos así como el funcionamiento institucional, con un individuo con frecuencia « profano » y que generalmente sólo hace referencia a su propia situación".[6]

- Dominación por el terror - "terrorismo" (uso sistemático, por parte de un grupo organizado que en mayor o menor grado se mueve en la clandestinidad, de presiones, amenazas, y represalias, consideradas a menudo ilegales dentro incluso de la propia legislación, con el fin de inducir miedo e inacción, imponer obediencia, y en alguna medida obligar a una colaboración activa de la población civil, con el fin de alcanzar ciertos objetivos sociales, políticos, militares, y/o económicos, además de fomentar comportamientos que de otra forma no se producirían ; es condenable la realización de todo acto terrorista, por lo que no debe existir justificación alguna para el mismo, ya sea que lo lleven a cabo grupos irregulares como que lo desarrollen grupos paramilitares o con algún grado de apoyo o involucramiento desde el propio Estado ; el terrorismo amenaza la paz y la seguridad internacionales, constituye un atentado contra la humanidad, socava los cimientos de la convivencia civilizada entre las naciones y las personas, e intimida y amedrenta a la población civil, a la que convierte en rehén del miedo y de las amenazas siempre latentes).[7]

- Dominación entre Estados y/o entre Sistemas Económicos - "ante la radicalización de procedimientos y la defensa de intereses colectivos y de resultados macroeconómicos, hay cierta tendencia a dejar actuar a las fuerzas del mercado (neoliberalismo) tanto a nivel nacional como a nivel internacional, lo que causa que en muchos casos no se prioricen las cuestiones sociales sino las visiones corporativas ; así, los diferentes Estados se alinean en muchos casos con estas visiones corporativas, dando lugar a relaciones entre dominantes y dominados que claro, favorecen a los grandes en perjuicio de los chicos ; surgen así variados conflictos –latentes y declarados– especialmente en las regiones en desarrollo".[8]

- Dominación como fundamento de algunas teorías o creencias - "relaciones de dominación que en alguna medida legitiman concepciones tales como el darwinismo social, el capitalismo, el patriarcado, el racismo, una ideología, la preeminencia de un grupo social".[2]

## Acepción general (sociología)
En 1921, Max Weber aborda el concepto de dominación en su libro Economía y sociedad. Para este autor, este concepto podría ser definido de la siguiente manera :
''La dominación concierne toda chance que un individuo tiene de encontrar determinadas personas dispuestas a obedecer a cierta orden de contenido.''
En el tercer capítulo de su obra, Max Weber distingue tres tipos de acciones de dominación, las que pueden llegar a coexistir, y que no deben ser consideradas como opuestas:
- dominación tradicional
- dominación carismática
- dominación racional-legal o legal-racional

Estas formas de dominación pueden implicar cuatro tipos de acción social: 
- Racional con arreglo a fines
- Racional con arreglo a valores
- Afectiva (emocional)
- Tradicional (costumbre)

Para Max Weber, estos conceptos son «tipos ideales» que en la realidad no se presentan en forma pura. Sin embargo, si se repasa la historia, con cierta facilidad se encontrarán ejemplos en los que la dominación de tipo tradicional tiene mayor peso o importancia que la dominación de tipo carismático o la dominación racional-legal, y también a la inversa ; consultar por ejemplo las siguientes cuestiones : monarquía, causas de la Revolución Francesa, Guerras Napoleónicas, bandera de Francia, teoría del Estado, Ciudad-estado, Ciudades-estado italianas, Estado moderno, Estado nación, formación del Estado, formación del Estado contemporáneo.

### Dominación de tipo tradicional[11]
Esta forma de dominación en lo principal se basa en la creencia común y por hábito generalmente no discutida, de la incuestionabilidad y/o santidad de las tradiciones, así como sobre la legitimidad de las funciones que desarrollan quienes de una manera u otra son llamados o designados a ejercer dominación por los medios establecidos o admitidos.
Tres características sobresalen en estos casos como fundamento :
– antigüedad : la tradición existe y se aplica desde mucho tiempo atrás ;
– hábito : la gente quiere, está habituada, y le parece natural, respetar las tradiciones y los mecanismos establecidos ;
– herencia : en algunos casos, un nuevo titular del poder es asignado según las relaciones de parentesco y descendencia.

### Carismática[11]
La llamada dominación carismática consiste fundamentalmente en una sumisión de carácter excepcional, casi sagrada, en virtud de algún acto heroico llevado a cabo por el que ocupa el rol de dominador, y/o por los valores ejemplares de esa persona, y/o por lo que ella aporta por ejemplo como proveedor de la familia o de un grupo.
Tres características principales están asociadas a estas prácticas :
– Obediencia hacia la persona o grupo que actúa como jefe, aunque no hay demasiado apego a reglas ; la dominación en este caso es más personalista que institucionalista, y por eso se la llama carismática, ya que el carisma de los dominantes es lo que sobresale y se impone.
– Fuerte dependencia de las condiciones particulares que permitieron el ascenso y la llegada al poder (ejemplos : golpe de Estado, guerra…) ;
– Inestabilidad : la jefatura (la persona o el grupo dominador) constantemente debe encontrar un medio para justificar la posición y el desempeño (ejemplos: victorias militares obtenidas, plebiscitos, beneficios obtenidos…). Cuando eso no se logra, generalmente es la caída del régimen.

### Dominación racional legal[11]
Esta forma de dominación se basa en la creencia de la legitimidad y razonabilidad del ordenamiento legal vigente, y del derecho de quienes allí ostentan el poder de aplicación de ese sistema legal a dar las directrices y tomar las decisiones que entiendan convenientes.
Este tipo de dominación tiene efecto en la población dominada debido a cuatro características principales :
– las reglas son supuestamente adoptadas racionalmente, generalmente en forma directa por el pueblo o sus representantes legítimos, y según procedimientos más o menos fijos y determinados) ;
– las reglas son formuladas de manera abstracta e impersonal ;
– quienes detentan el poder son también sometidos al Derecho (principio del Estado de Derecho) ;
– los gobernados en lo fundamental obedecen las reglas que emanan desde el poder, pero no directamente a quienes ocasionalmente ejercen el poder.

## Contexto económico[13][14]
En el plano económico, el abuso de posición dominante refiere al comportamiento de una empresa u organización, que debido a su tamaño y a sus posibilidades económico-financiero-productivas, es capaz por sí sola de influenciar la estructura de un mercado en cuanto a precios, créditos, calidades y servicios, penetración en puestos de ventas, etc.
Para François Perroux, la dominación caracteriza de una manera general la situación en la que una determinada entidad económica es capaz de movilizar en su provecho, ciertos elementos de asimetría a través de los que puede influenciar de una manera importante y durable a los otros actores competidores que participan en el mismo mercado.

Para François Perroux es justamente una situación de ausencia de cobertura de los costos del hombre lo que caracteriza al subdesarrollo, o sea, la desatención del Estado de un nivel básico de cobertura a sus ciudadanos en cuanto a alimentación, curación, vestimenta, habitación, educación, acceso a cultura, acceso a actividades de esparcimiento y a espacios de socialización. Desde una perspectiva humanista, este autor plantea un nuevo desarrollo más global, endógeno e integrado, para así superar las diferentes formas de dominio y de desarticulación, con el objetivo de alcanzar una buena cobertura de los costos del hombre.

## Autores destacados
- Étienne de La Boétie
- Karl Marx
- Max Weber
- Pierre Bourdieu
- Henri Laborit
- François Perroux